# Schwan (Sessel)

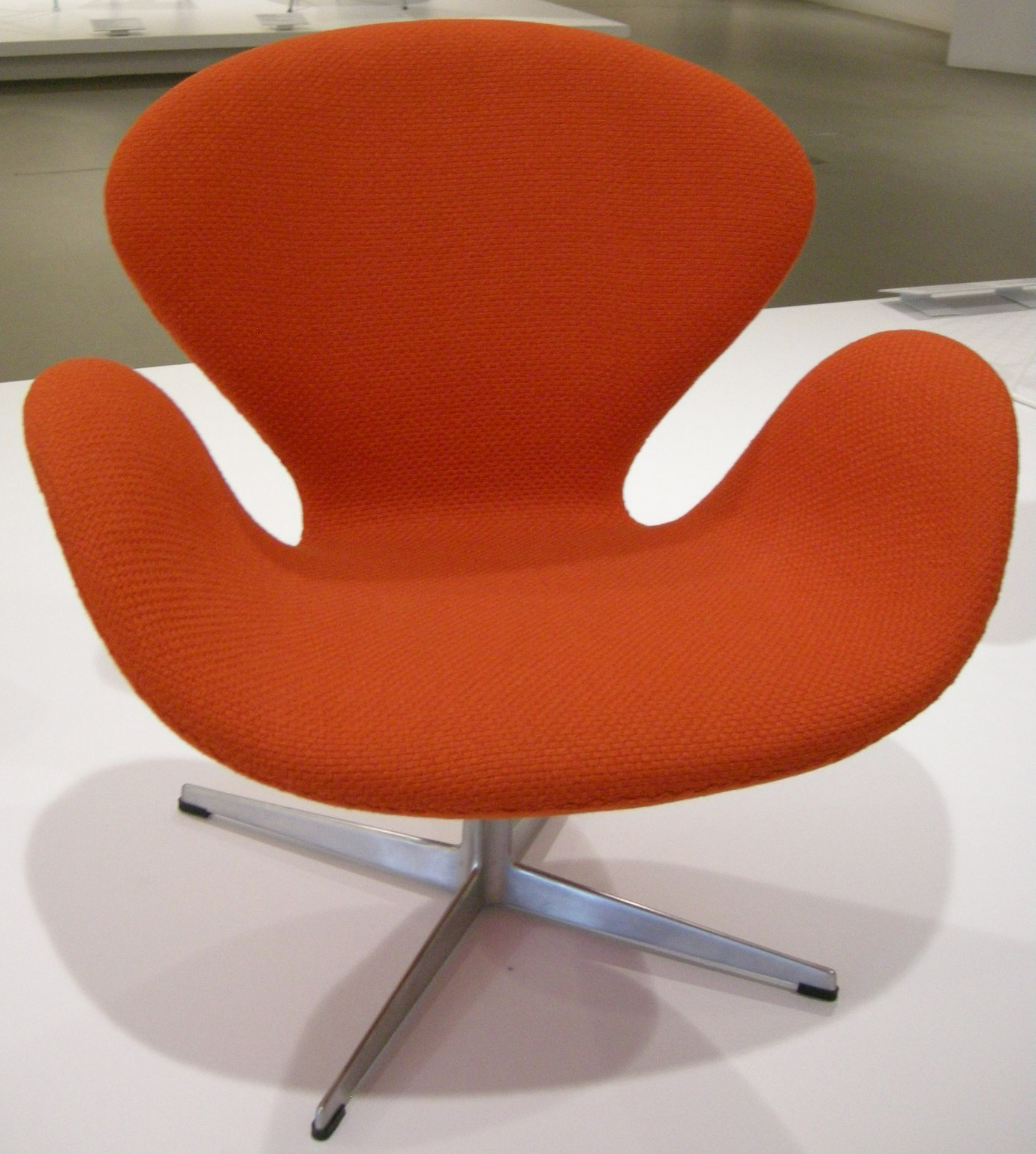
Der Schwan in der Ausstellung der National Gallery of Victoria in Melbourne

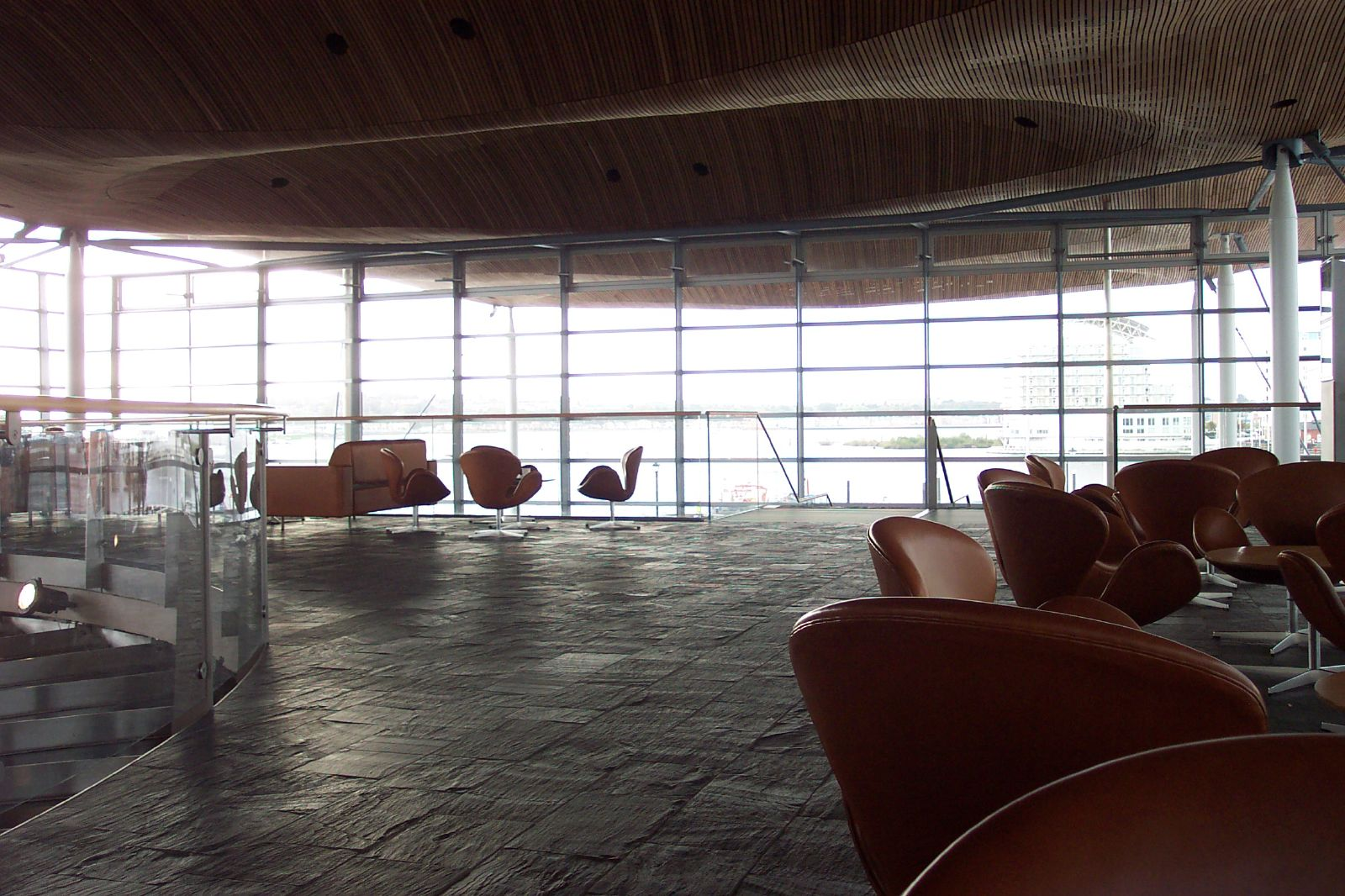
Der Schwan in der Lobby der Senedd in Cardiff

Der Schwan (Svanen), auch als The Swan bekannt, ist ein 1958 vom dänischen Architekten und Designer Arne Jacobsen entwickelter Sessel. Entworfen wurde die Form, ebenso wie das Sesselmodell Ei, für das Foyer des SAS Royal Hotel, seinem letzten Gesamtkunstwerk. Bis heute wird der Schwan von der Möbelmanufaktur Fritz Hansen produziert.

## Konstruktion
Der Sessel gilt als für seine Zeit innovativ. Das Design enthält keine Geraden, sondern ausschließlich Kurven und wirkt organisch. Die Konstruktion des Stuhls besteht aus einem Stahlrahmen, der mit einem Kaltschaum gepolstert ist. Im rückwärtigen Bereich ist die Schale des Stuhls aus Polyurethan gefertigt, das mit Glasfaser verstärkt ist. Ein aus Aluminiumdruckguss gefertigter sternförmiger Fuß dient als Basis für den drehbaren Sitz.
Als Bezugsmaterial wird Leder und Stoff verwendet. Im gleichen Jahr wurde auch ein 144 cm breites Sofa auf einem metallenen Shakergestell im Stil des Sessels entwickelt.

## Rezeption
Der Sessel ist in den Sammlungen von Designmuseen weltweit, unter anderem im Designmuseum Danmark in Kopenhagen, dem Museum of Modern Art in New York und der National Gallery of Victoria in Melbourne enthalten und ausgestellt. Er gilt als Designklassiker. Frühe Originale werden bei Kunstversteigerungen gehandelt. Auf der documenta III 1964 wurde der Sessel gemeinsam mit anderen Arbeiten von Arne Jacobsen in der Abteilung Industrial Design ausgestellt.
In der Talkshow Maischberger. die woche werden grau bezogene Schwäne verwendet. Im Gemeinschaftshaus der Nordischen Botschaften in Berlin sind mehrere Schwäne aufgestellt.